# Ramón Arellano Félix
Ramón Eduardo Arellano Félix (Culiacán, 31 augustus 1964 – Mazatlán, 10 februari 2002) was een Mexicaans crimineel. Als hoofd van het Tijuanakartel of de Arellano Félix-organisatie was hij een van Mexico's beruchtste criminelen.
Arellano Félix was een van de gewelddadigste leden van het drugskartel, en verdachte van verschillende moorden. Hij wordt door de Mexicaanse politie verantwoordelijk gehouden voor een moordpartij waarbij twaalf leden van een familie uit Ensenada om het leven kwamen in 1997, omdat een van hen zijn schulden aan het Tijuanakartel niet had afbetaald. In hetzelfde jaar werd hij door de FBI op de lijst van de tien meest gezochte misdadigers geplaatst wegens moord en het smokkelen van cocaïne en marijuana.
Arellano Félix gebruikte meerdere bijnamen, waaronder "Patrón", "Colores" en "Comandante Mon". Naar verluidt had hij een zachte stem en een in goud gehuld geweer. Zijn favoriete voertuigen waren Chevy Silverados en Tahoes.
Arellano Félix kwam om het leven in Mazatlán in februari 2002 bij een shoot-out waarbij de politie leden van een rivaliserend kartel beschermde. Vermoedelijk was hij in Mazatlán om zijn aartsvijand Ismael Zambada García te vermoorden. Zijn oudere broer Benjamín Arellano Félix, vermoedelijk het brein van de bende, werd enkele weken later gearresteerd. Zijn jongste broer Francisco Javier Arellano Félix werd op 14 augustus 2006 door de Amerikaanse kustwacht gearresteerd, 15 zeemijl uit de kust van Cabo San Lucas.